# Loma Bonita, San Miguel Soyaltepec
Loma Bonita är en ort i Mexiko.   Den ligger i kommunen San Miguel Soyaltepec och delstaten Oaxaca, i den sydöstra delen av landet, 300 km sydost om huvudstaden Mexico City. Loma Bonita ligger 97 meter över havet och antalet invånare är 286.
Terrängen runt Loma Bonita är varierad. Runt Loma Bonita är det ganska tätbefolkat, med 100 invånare per kvadratkilometer. Närmaste större samhälle är San Pedro Ixcatlán, 2,5 km väster om Loma Bonita. 